# Les Archives du spectacle
Les Archives du spectacle est une base de données en ligne sur le spectacle vivant (théâtre, danse, lyrique, arts de la piste, marionnettes...), créée en 2007 sur le modèle de l’IMDb pour le cinéma. 

## Objectifs
Le site est destiné à restituer gratuitement les informations concernant les pièces, les acteurs, actrices, metteurs en scène, dramaturges et toutes personnes et entreprises intervenant dans l’élaboration d’un spectacle, d’une pièce de théâtre, d’une comédie musicale ou d'un opéra se déroulant dans un pays francophone (France, Suisse, Belgique, Luxembourg, Canada). Certains spectacles étrangers ayant eu des représentations en France sont cependant parfois pris en compte.
Dans un article consacré à la nécessité de l'archivage des spectacles, le site est mentionné comme suit :

« il faut ici citer l’initiative privée du site internet Les Archives du spectacle, créé en 2007, qui met en ligne les informations publiques liées aux spectacles, notamment la distribution complète. La création de cette base de données permet de suivre l’ensemble des participants de la création : acteurs, metteurs en scène, éclairagistes, scénographes, costumiers, institutions… »

— Marion Denizot, Écrire l'histoire, 2014.
De même, selon la revue Théâtre/Public, le site est « conçu pour répondre aux sempiternelles questions de l'amateur du spectacle vivant, du genre : où ai-je déjà vu cet acteur, ce danseur ? Quelles sont les réalisations de tel metteur en scène […] Et ainsi de suite ».

## Partenariats
Le 14 décembre 2016, une convention de partenariat est signée entre Les Archives du spectacle et ARTCENA, centre national créé par le Ministère de la Culture, afin de coordonner et augmenter les ressources numériques sur les arts du cirque, de la rue et du théâtre.
En novembre 2019, une convention de subventionnement est signée avec la Direction générale de la Création artistique, permettant de soutenir le fonctionnement de l’association.
Par ailleurs, le site fonctionne également grâce au soutien financier de nombreux partenaires et adhérents, dont l'Union Européenne, la Direction régionale des Affaires culturelles, la Région Occitanie, des théâtres publics comme privés, la Bibliothèque nationale de France, la Comédie-Française, entre autres,.